# Курское городское собрание
Курское городское собрание — представительный орган местного самоуправления города Курска, выступающим как коллегиальный орган власти муниципального образования «Городской округ город Курск». В настоящее время действует седьмой созыв Собрания (2022—2027).

## Состав и руководство
История создания Курского городского Собрания уходит в развитие современной системы местного самоуправления, которая формировалась в России в ходе реформ конца XX — начала XXI века. Курское городское Собрание было учреждено в соответствии с федеральным законом № 131-ФЗ «Об общих принципах организации местного самоуправления в Российской Федерации» и на основании Устава города Курска.
Выборы VII созыва состоялись 9-11 сентября 2022 года. По результатам выборов было распределено 34 мандата с явкой 23,74 %.
Депутаты Курского городского Собрания избираются на 5 лет по смешанной избирательной системе:
- 17 депутатов избираются по одномандатным избирательным округам
- 17 депутатов избираются по единому избирательному округу по партийным спискам

Распределение мандатов:
| Партия                                     | Количество мандатов                   | Доля голосов |
| ------------------------------------------ | ------------------------------------- | ------------ |
| Единая Россия                              | 27 (17 одномандатных + 10 по спискам) | 54,4 %       |
| ЛДПР                                       | 2                                     | 13,13 %      |
| КПРФ                                       | 2                                     | 9,93 %       |
| Новые люди                                 | 1                                     | 6,24 %       |
| Справедливая Россия — Патриоты — За правду | 1                                     | 6,15 %       |
| Партия пенсионеров                         | 1                                     | 5,4 %        |

Все 17 одномандатных мандатов получили кандидаты от «Единой России».

## Полномочия и компетенция
Курское городское Собрание как представительный орган местного самоуправления обладает собственной компетенцией и осуществляет свои полномочия в соответствии с Конституцией РФ, федеральными и областными законами, Уставом города Курска. Основные полномочия собрания:
1. Нормотворческие функции:[5]
  - Принятие и изменение Устава города Курска
  - Принятие решений по вопросам местного значения
  - Утверждение правил благоустройства территории города
2. Бюджетные полномочия:[6]
  - Утверждение местного бюджета и отчета о его исполнении
  - Установление местных налогов и сборов
  - Контроль исполнения бюджета
3. Кадровые полномочия:[5]
  - Избрание главы города Курска из числа кандидатов, представленных конкурсной комиссией
  - Принятие решения об удалении главы города в отставку
4. Планирование и развитие:[5]
  - Утверждение стратегии социально-экономического развития муниципального образования